# 泸定大油芒
泸定大油芒（学名：Spodiopogon ludingensis）为禾本科大油芒属下的一个种。

## 扩展阅读
- 維基物種上的相關：泸定大油芒